# FIFA Street 3
FIFA Street 3 is een voetbalsimulatiespel waarin straatvoetbal voorop staat. Het is de opvolger van FIFA Street 2. Het spel is speelbaar voor de Xbox 360, PlayStation 3 en Nintendo DS en is uitgekomen in 2008. Er is beloofd dat het spel een betere controle heeft dan zijn voorgangers. In plaats van levensechte simulatie, legt het spel nadruk op het tekenachtige arcade-stijl. Het spel kan ook gespeeld worden op Xbox Live. Een demo van FIFA Street 3 werd uitgebracht op 20 januari 2008 op de Xbox Live marketplace voor de Xbox 360 en de PlayStation Store voor de PlayStation 3.